# حمله تریاسی
حمله تریاسی (انگلیسی: Triassic Attack) یک تله‌فیلم به کارگردانی کالین فرگوسن است.
این فیلم در ۲۷ نوامبر ۲۰۱۰ در شبکه تلویزیونی سای فای پخش شد.